# Вейсенгоф, Юзеф
Юзеф Вейсенгоф (пол. Józef Weyssenhoff; 8 апреля 1860, с. Коляно Люблинской губернии Царства Польского — 6 июля 1932, Варшава) — польский прозаик, поэт, литературный критик.

## Биография
Потомок старинного баронского рода, который поселился в Ливонии в XVII веке. Родился на Подляшьи в имении отца. Детство провёл в Вильно, окончил варшавскую гимназию. В 1879—1884 годах изучал право в университете Дерпта. Позже занимался хозяйством в имении.
С 1891 жил в Варшаве, где с 1896 года издавал и редактировал издание «Библиотека Варшавская» («Biblioteka Warszawska»). В молодости слыл гулякой и картëжником. Путешествовал по Европе. Три года провёл в Штеглице под Берлином.
После поражения революции 1905—1906 стал активным сторонником правой националистической партии Национально-демократическая партия Польши.
После октябрьской революции и окончания Первой мировой войны в 1918 переехал в Польшу и поселился в Варшаве, а в 1924, уже будучи известным писателем, — в г. Быдгощ.
Умер в Варшаве в 1932 году. Похоронен на кладбище Старые Повонзки.
Был женат на дочери банкира и экономиста И. С. Блиоха Александре (1869—1939).

## Творчество
В первых своих романах, сразу завоевавших Вейсенгофу широкую известность, выступал как обличитель обуржуазившейся шляхетской аристократии. В романе «Жизнь Сигизмунда Подфилипского» (1898) главный герой разыгрывает из себя артиста, умеющего создавать красивую и комфортабельную жизнь. В действительности он является бездушным эгоистом, нечистоплотным дельцом, каких было немало в варшавском «великосветском обществе», изображенном автором в весьма неприглядном свете. Другой роман писателя — «Дело Доленги» (1922) — дает образ инженера, который пытается осуществить с помощью аристократических кругов (получив от них концессию и нужные капиталы) разработанный им проект проведения в стране сети шоссейных дорог. Автор противопоставляет своего героя общественно бесполезной аристократии. Князья и графы, швыряющиеся патриотическими фразами и весьма практичные в вопросах собственной наживы, сразу горячо принимаются за реализацию плана Доленги, но скоро бросают начатое дело, и проект терпит крушение. Герой первого романа — Подфилипский — оказывается выскочкой, подражающим аристократии, а в «Деле Доленги» один из аристократов, проваливших проект инженера, князь Збараский, вспоминает «славные» традиции своего рода и решает вдруг приняться за общеполезное дело.
Романы «В огне» (1905) и «Гетманы» (1911) стали боевыми антисемитскими произведениями, направленными против революционного движения в России и Царстве Польском.
Ю. Вейсенгоф — певец традиций старого земянства и охоты. Как художник слова Ю. Вейсенгоф в произведениях, в которых изображает жизнь польской шляхты на литовских и белорусских «окраинах» («Соболь и панна» (1911)) поднимается на очень большую высоту. Его охотничий цикл «Соболь и панна» (1911) имеет некоторое сходство с «Записками охотника» Ивана Тургенева.
Несколько его произведений (сборник стихов «Эротика» (1911) и цикл «Соболь и панна» (1913)) иллюстрировал его двоюродный брат Генрих Вейсенгоф.

## Избранные произведения
- Z Grecji (1894)
- Za blekitami (1894)
- Zaręczyny Jana Belzkiego (1894)
- Pamiętnik (1903)
- Syn marnotrawny (1905)
- Spralacza (1905)
- Litva (1905)
- W ogniu (1905)
- Unja (1910)
- Puszcza (1915)
- Soból i panna (1911);
- Hetmani (1911)
- Soból i panna  (охотничий цикл, 1913)
- Cudno i ziemia cudneńska (1921)
- Mój pamiętnik literacki (1925)
- Gromada (1925)
- Pisma, t. 1-13 (1927—1928)